# 上旭川村
上旭川村（かみあさひかわむら）は、秋田県南秋田郡にかつて存在した村。
旭川上流域に位置し、現在の秋田市旭川清澄町・旭川新藤田西町・旭川新藤田東町・新藤田・濁川・添川・山内・仁別の全域と、旭川南町の一部に相当する。

## 歴史
- 1889年（明治22年）4月1日 - 町村制施行に伴い濁川村・新藤田村・添川村・山内村・仁別村が合併し発足。旧5村は大字となる。
  - 新藤田村は泉村・保戸野村も加えた七村での合併を主張した[1]が、県が合併枠の変更を認めず五村での合併となった（泉村・保戸野村は手形村と合併して下旭川村となった）。
- 1892年（明治25年）
  - 5月16日 - 藤倉小学校開設[2]。
  - 8月1日 - 下旭川村と合併して旭川村が発足し、上旭川村は廃止される。旧5大字は旭川村の大字となる。